# 紅梅町 (奉天市)
紅梅町是奉天滿鐵附屬地的一個町。位於今天的中華人民共和國遼寧省瀋陽市和平區，在千代田通（今中華路）以西，南一條通（千日通）穿過，鄰接若松町和彌生町。紅梅在日本文化中是二月的象徵。